# Мутлу, Халиль
Халиль Мутлу (тур. Halil Mutlu, ранее — Халил Алиев; 14 июля 1973, Постник, Болгария) — турецкий тяжелоатлет, трёхкратный олимпийский чемпион (1996, 2000, 2004), пятикратный чемпион мира, девятикратный чемпион Европы.

## Спортивная биография
Халиль Мутлу является этническим турком, родившимся на территории Болгарии, но уже в раннем возрасте он вернулся на историческую родину.
На свои первые летние Олимпийские игры 1992 Халиль отправился в девятнадцатилетнем возрасте, не имея ещё никаких значимых достижений. Дебют оказался удачным, в соперничестве с очень сильными соперниками Мутлу занял 5 место.
В период с 1993 года по 2005 год (за исключением 2002) Халиль Мутлу завоёвывал, как минимум одну золотую награду крупного мирового или европейского турнира. Этот период включил в себя победы на девяти европейских чемпионатах, пяти чемпионатах мира и трёх Олимпийских играх (1996, 2000, 2004). Победы на Олимпийских играх Мутлу одерживал с большим запасом, опережая ближайших соперников минимум на 7,5 кг.
На Олимпийских играх в Сиднее Мутлу установил очень редкое достижение. Он установил мировой рекорд, который при этом не стал олимпийским рекордом. В рывке в третьем подходе Мутлу заказал 137,5 кг, что было равно его мировому рекорду, но затем решил добавить ещё полкилограмма, несмотря на то, что эта добавка не могла пойти в зачёт Олимпиады (в то время регистрировались лишь веса, кратные 2,5 кг).
В 2005 году Халиль Мутлу был отстранён от участия в соревнованиях на два года за применение допинга.
На играх в Пекине Мутлу мог установить уникальное достижение в тяжёлой атлетике, став четырёхкратным олимпийским чемпионом. Но на одной из тренировок он не смог взять контрольный вес и решив, что не сможет достойно конкурировать на играх с китайскими спортсменами, принял решение отказаться от участия в играх.
Мутлу является одним из четырёх тяжелоатлетов за всю историю игр, ставших трёхкратными олимпийскими чемпионами. Долгое время тренировался совместно с другим трёхкратным олимпийским чемпионом Наимом Сулейманоглу.

### Мировые рекорды
За время своих выступлений Мутлу неоднократно становился мировым рекордсменом во всех номинациях.
В рывке, на чемпионате мира (Афины, 1999) им были подняты 136 кг и 137,5 кг. Затем, на следующем чемпионате (Анталья, 2001), он поднял 138,5 кг. Рекорд, который установлен на отметке 138 кг, продержался до 2015 года (У Цзинбяо поднял 139 кг).
В толчке рекордными весами были: 166 кг (чемпионат мира, 1999); 168 кг (чемпионат Европы, Тренчин, 2001). Рекорд в этом упражнении продержался до 2013 года (Ом Юн Чхоль — 169 кг). Является одним из шести спортсменов в истории тяжёлой атлетики, которые в толчке смогли поднять более трёхкратного собственного веса.
По сумме упражнений рекорд устанавливался на отметках: 302,5 кг (чемпионат мира, 1999) и 305 кг (Олимпийские игры, 2000). Последний рекорд продержался до 2016 г. (Лун Цинцюань — 307 кг).

## Личная жизнь
Женат. Проживает в Анкаре с начала 1990-х годов.